# Ljuset (musikalbum)
Ljuset är ett album av det svenska black metal-bandet Woods of Infinity (W.o.I), utgivet 2005.

## Låtlista
1. "Genever" - 5:31
2. "Ett förlorat barn" - 4:13
3. "Tankeväckande självömkan" - 5:28
4. "Summon the Lord of Blasphemy" - 4:05
5. "A Love Story" - 5:09
6. "Tvåfaldig vikt är en styggelse för herren" - 8:21
7. "Epigram" - 5:14
8. "Metamorfos" - 7:02
9. "Across the Fields of Forever" - 6:23
10. "Kroppen var mitt fängelse" - 7:16
11. "Eksynyt" - 7:49